# أرمورد كور 2: أناذر إيج
أرمورد كور 2: أناذر إيج، هي لعبة تصويب منظور الشخص الثالث، طورت ونشرت من قبل فروم سوفتوير عام 2001، وتعمل حصراً لنظام التشغيل بلاي ستيشن 2.

## روابط خارجية
- الموقع الرسمي
 باللغة اليابانية
- Armored Core 2: Another Age at FromSoftware
- أرمورد كور 2: أناذر إيج على موبي غيمز